# Hearts of Oak (filme)
Hearts of Oak (Brasil: Amor, Juventude e Sacrifício ) é um filme norte-americano de 1924, do gênero drama, dirigido por John Ford. O filme é considerado perdido.

## Elenco
- Hobart Bosworth ... Terry Dunnivan
- Pauline Starke ... Chrystal
- Theodore von Eltz ... Ned Fairweather
- James Gordon ... John Owen
- Francis Powers ... Vovô Dunnivan
- Jennie Lee ... Vovó Dunnivan
- Francis Ford
- Frances Teague[2] ... Dama de Honra